# Kalpitiya Division
Kalpitiya Division är en division i Sri Lanka.   Den ligger i distriktet Puttalam District och provinsen Nordvästprovinsen, i den västra delen av landet, 140 km norr om huvudstaden Colombo. Antalet invånare är 86 019.